# 南外街道
南外街道，是中华人民共和国江西省赣州市章贡区下辖的一个乡镇级行政单位。

## 行政区划
南外街道下辖以下地区：
南外社区、三康庙社区、下壕塘社区、羊婆巷社区、土地庙社区、东阳山社区、大码头社区、木栏井社区、滨江社区、大塘背社区和红旗村。